# Te-chua

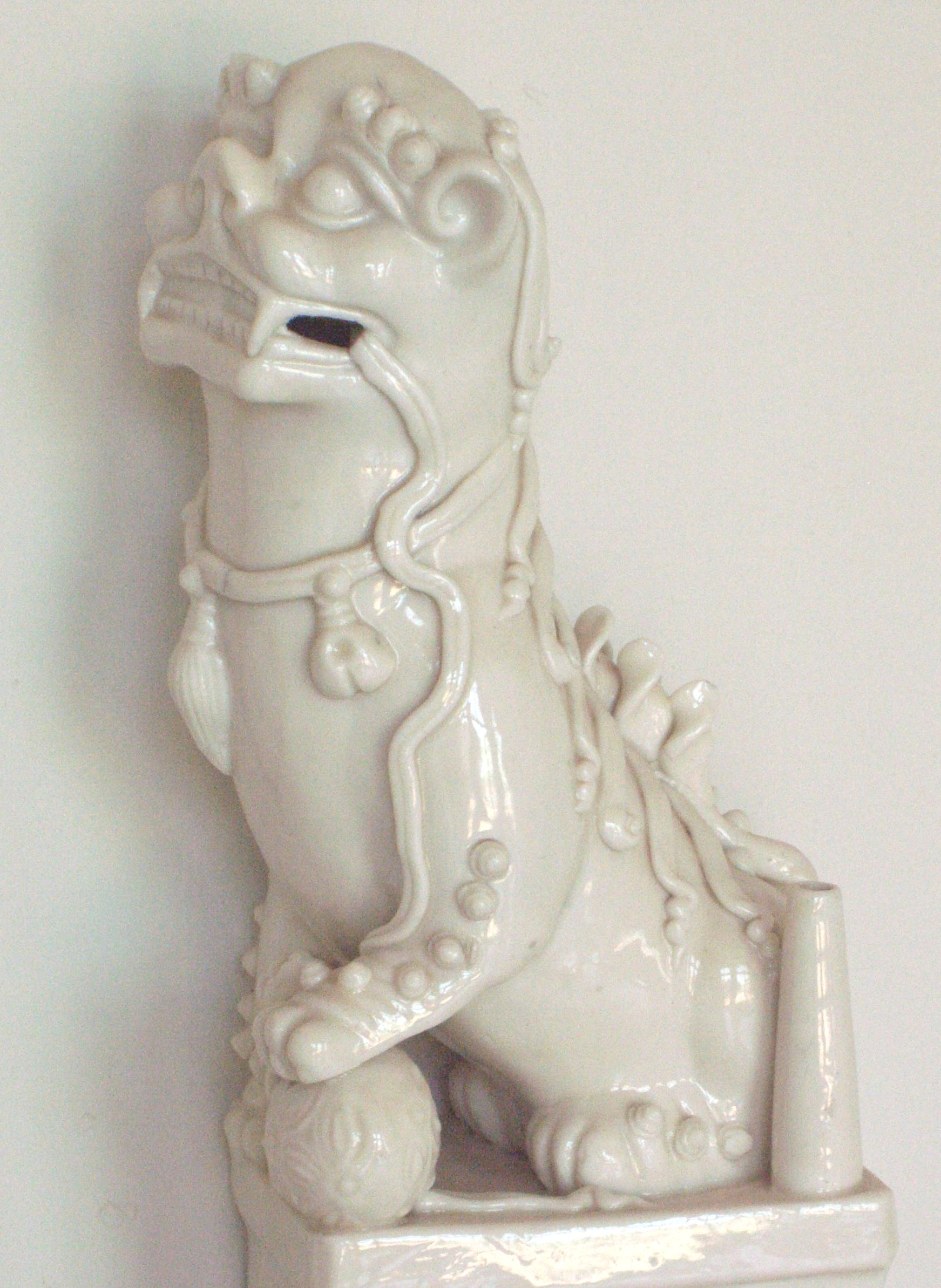
Soška čchi-lina, tvora čínské mytologie, porcelám z okresu Te-chua, mingské období (1368–1644)

Te-chua (德化) je okres v prefektuře Čchüan-čou ve střední části provincie Fu-ťien, na jihovýchodě Čínské lidové republiky. Má rozlohu 2232 km² a 300 000 obyvatel.
Okres Te-chua je bohatý na kaolin a známý svou keramikou, zvláště stolním nádobím, ale i dalšími užitkovými porcelánovými výrobky (vázami, soškami, plaketami, svícny…).